# Triztán Vindtorn

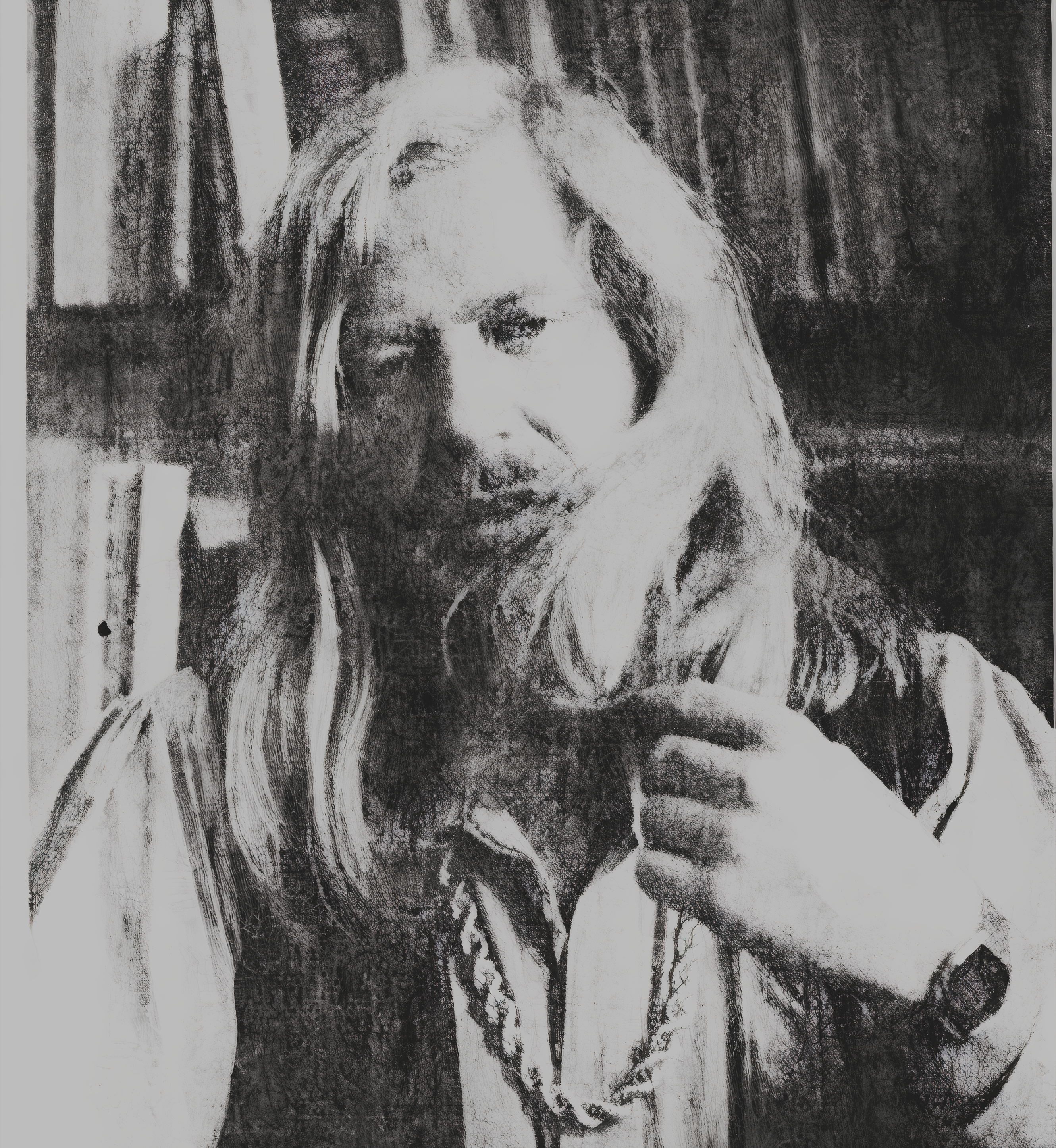
Vindtorn circa 1981

Triztán Vindtorn, geboren als Kjell Erik Larsen, (Drammen, 31 juli 1942 - 4 maart 2009) was een Noorse dichter en performanceartiest. Hij staat te boek als de belangrijkste surrealistische dichter van zijn land.

## Levensloop
Zijn eerste werk was de dichtbundel Sentrifuge ('Centrifuge') uit 1970. In 2008 kwam zijn laatste bundel uit onder de titel Sirkus for usynlige elefanter ('Circus voor onzichtbare olifanten').
Zijn poëzie en performances vertonen invloeden van het futurisme, dadaïsme, surrealisme, expressionisme en popart en worden gekenmerkt door beeldspraak, woordspelingen en neologismen. Vindtorn bracht performances op diverse jazz- en muziekfestivals, waaronder het Roskildefestival en nam deel aan poëziefestivals in binnen- en buitenland. 
Triztán Vindtorn overleed plotseling op 66-jarige leeftijd.

## Prijzen (selectie)
- Aschehougprijs (1982)
- Doblougprijs (1991)
- Brakeprijs (2004)

## Werk
- Sentrifuge (1970)
- Med solbriller i tunnellen  (1973)
- Froskemannskoret (1974)
- Versjoner i feberpels (1975)
- Barbeinte skyskrapere (1976)
- Koden til muskelskapet (1977)
- Hamrende vaffelhjerter (1978)
- Huset gråt mye som barn (1979)
- Trafikklys for elver (1980)
- I vingenes fotspor (1981)
- Vi pusser tankens briller (1982) (i Tappet i 1942, samen met Arne Ruste en Terje Johanssen)
- Vokt Dem for huden(1983)
- Duften av kompassroser (1984)
- Det nedbrente luftslott. En diktsyklus (1988)
- Drammen i 4 temperaturer, Prosalyrikk (1989), samen met Devegg Ruud
- Til deg som søv bort dine draumar  (1990)
- Vindblomster fra den innerste esken. Dikt og collager (1991)
- Hvit hegre over Silkeveien (1992)
- Som sunket i orda (1993)
- Danneborg i mitt langbente hjerte (1994)
- Mellom barken og verden (1996)
- Hodet er den eneste trekrone som vokser inn i himmelen. En diktkrets om kjærlighet (1998)
- På fantasiens barrikader (2002)
- Å skjøte en regnbue (2003)
- Skriften bak speilet (2005)
- Slik trær føder barn (2006)
- Jeg kan høre din hånd synge (2007)
- Sirkus for usynlige elefanter. En diktsyklus (2008)

- Bibsys: 90122322
- Bibliothèque nationale de France: cb12330493h (data)
- Digitale Bibliotheek voor de Nederlandse Letteren: vind008
- Gemeinsame Normdatei: 13713441X
- International Standard Name Identifier: 0000 0000 4460 6224
- Library of Congress Control Number: n79103549
- Nationale Bibliotheek van Letland: 000024114
- Système universitaire de documentation: 03223449X
- Virtual International Authority File: 66179279
- WorldCat: E39PBJqFKxQcKFvqqgTPdxTfv3